# Boaz Solossa
Boaz Theofilius Erwin Solossa (Sorong, 16 marzo 1986) è un calciatore indonesiano, attaccante del Persipura e della nazionale indonesiana, delle quali è capitano.

## Vita privata
Boaz è nato nella famiglia Solossa, una nota famiglia nella provincia di Papua occidentale. Suo zio, Jaap Solossa, era il governatore di Papua fino alla sua morte nel 2005. Boaz è nato in una famiglia di calciatori, essendo il più giovane di cinque figli. Quasi tutti erano professionisti, compresi suo fratello Ortizan e Nehemia. Boaz ha conseguito una laurea in economia presso l'Università di Cenderawasih nel 2013. Lavora anche come dipendente pubblico.

## Carriera

### Inizio carriera
Boaz ha iniziato la sua carriera giovanile giocando nel club amatoriale PS Putra Yohan nel 1999-2000. Successivamente si è trasferito al Perseru Serui dal 2000 al 2001.
Boaz è stato convocato nel Papua PON Team per partecipare alla 16ª Settimana Nazionale dello Sport in Indonesia. A quel tempo aveva solo 17 anni. Il suo talento è finalmente arrivato a Peter Withe, l'allenatore della squadra nazionale indonesiana all'epoca, che lo ha portato alla Tiger Cup 2004 quando aveva 18 anni.

### Persipura Jayapura
Boaz ha firmato il suo primo contratto professionale con la Persipura Jayapura nel 2005. Da allora, è emerso come il giocatore più influente del club e ha persino servito come capitano della squadra dopo la partenza di Eduard Ivakdalam.
Fino al 10 agosto, Boaz ha segnato 207 gol in 311 partite ufficiali con il Persipura e lo ha reso il capocannoniere di tutti i tempi del club insieme a vari premi individuali. Inoltre, ha anche portato la Persipura a vincere la massima divisione del campionato di calcio professionistico indonesiano quattro volte nelle stagioni 2005, 2009, 2011 e 2013 .
Non ha mai rafforzato altri club in Indonesia oltre al Persipura nonostante gli fosse stato offerto uno stipendio più alto dai club rivali. Secondo lui, la Persipura era per lui come una seconda casa ed era diventata la sua famiglia allargata. Ma quando la competizione calcistica professionistica indonesiana è stata interrotta a causa delle sanzioni FIFA dal 2015 al 2016, ha accettato un'offerta dal Borneo FC per giocare in un torneo non ufficiale perché Persipura ha deciso di sciogliersi temporaneamente.
All'inizio della stagione 2018, è tornato a giocare per il Borneo FC solo per il torneo pre-campionato della Coppa Presidenziale 2018.

### Timor-Est
Nel 2016 Boaz è stato prestato dalla Persipura per la prima volta nella sua carriera per giocare per il Carsae FC a Timor Est dopo che le condizioni del calcio indonesiano in quel momento erano state eliminate a causa delle sanzioni FIFA, unendosi ai compagni indonesiani Imanuel Wanggai e Oktovianus Maniani. Tuttavia, nell'aprile 2016, dopo aver fatto solo quattro apparizioni, Boaz insieme a Wanggai ha lasciato il club di comune accordo per rientrare in Persipura.

## Carriera internazionale
La prima volta che è apparso è stato soprannominato il "prodigio", quando è stato portato da Peter Withe e si è esibito in una straordinaria esibizione a Ho Chi Minh, quando si è esibito con la squadra nazionale indonesiana nella Tiger Cup 2004. Il debutto in nazionale di Boaz è stato contro il Turkmenistan il 30 marzo 2004 per la qualificazione ai Mondiali 2006 dove l'Indonesia ha vinto 3-1 e Boaz ha fatto due assist per il suo compagno di squadra Ilham Jaya Kesuma. Boaz è stato considerato una brillante prospettiva nel calcio indonesiano dopo aver giocato brillantemente nella Tiger Cup 2004, dove l'Indonesia è stata sconfitta dal Singapore in una partita in casa e fuori, che ha portato a un punteggio complessivo di 5-2 a Singapore. Nella fase a gironi, Boaz è riuscito a segnare 4 gol e insieme a Ilham Jaya Kesuma, che ha segnato 7 gol, entrambi hanno guidato la classifica dei marcatori.
Si è infortunato dopo un duro placcaggio in un'amichevole contro Hong Kong, costringendolo a saltare la Coppa d'Asia 2007 e scomparire dal calcio per molti mesi.
Dopo un altro fallimento per la squadra nazionale indonesiana nel diventare un campione nel campionato AFF 2016, Boaz annuncia il suo ritiro dalla squadra nazionale per dare possibilità anche ad altri giovani giocatori, ammettendo di essere "stanco di vedere l'Indonesia senza alcun trofeo nel torneo" . Si congratula con la Thailandia per il loro quinto trofeo e ha riconosciuto che "i giocatori thailandesi e le loro prestazioni sono molto migliori e ancora lontani da noi da raggiungere". Tuttavia, Boaz ha comunque rivelato la sua intenzione di ritirarsi, dicendo che voleva discutere la questione con la sua famiglia prima mentre celebrava il Natale nella sua città natale di Sorong.